# Izumi Miyazono
Izumi Miyazono (japanisch 宮園 いづみ Miyazono Izumi, * 7. September in Niigata) ist eine japanische Mangaka. Ihre Serie Alle sind im Hochzeitswahn wurde in mehrere Sprachen übersetzt, unter anderem ins Deutsche.

## Werdegang und Werk
Die erste von Miyazono veröffentlichte Geschichte war Kankei Hisuru!, die zunächst 2006 im Magazin Petit Comic und danach auch als einer Anthologie erschien. Das Magazin wie auch alle folgenden Werke Miyazonos, die üblicherweise im Petit Comic zuerst veröffentlicht wurden, richten sich an junge Frauen (Josei). Sie erzählen stets romantische Geschichten, mal als Komödie und mal als Drama. Miyazonos bisher am längsten laufende Serie startete 2014. Als Alle sind im Hochzeitswahn erschien sie ab 2021 auch auf Deutsch bei Tokyopop. Die insgesamt neun Bände umfassende Geschichte erzählt von einer Karrierefrau, die nach langer Zeit glaubt, endlich den Mann zum Heiraten gefunden zu haben, der aber ausgerechnet davon nichts hält.

## Bibliografie (Auswahl)
- Kankei Hisuru! (2006, Kurzgeschichte)
- Sono Toki wa Kare ni Yoroshiku (そのときは彼によろしく, 2007, 1 Band)
- Tsutaeru Toiki (伝える吐息, 2007, 1 Band)
- Ai Heya (あい・部屋, 2008, 1 Band)
- Mask – Kamen no Jōji (Mask ～仮面の情事～, 2008, 1 Band)
- Sensei, Mō Ichido… (先生、もう一度…, 2009, 1 Band)
- Tsukiyo no Doll (月夜のドール, 2009, 1 Band)
- Anata no Mune ni Kaeru Hi made (あなたの胸に還る日まで, 2010, 1 Band)
- Mikansei na Itoshikata (未完成な愛し方, 2010, 1 Band)
- Darenimo Ienai Yoru o Ageru (誰にも言えない夜をあげる, 2011, 1 Band)
- Kinyoku no Hiru to Kanbi na Yoru (禁欲の昼と甘美な夜, 2011, 1 Band)
- Renai Caffeine (恋愛カフェイン, 2012, 2 Bände)
- Doredake Amai Scenario Datte (どれだけ甘いシナリオだって, 2013, 2 Bände)
- Alle sind im Hochzeitswahn (突然ですが、明日結婚します Totsuzen desu ga, Ashita Kekkon shimasu, 2014–2018, 9 Bände)
- Totsuzen desu ga, Konya Sarai ni Ikimasu (突然ですが、今夜攫いにいきます, 2016, 1 Band)
- Ai ni Nante Oborenai (愛になんて溺れない, 2018–2019, 3 Bände)
- Totsuzen desu ga, Kyō Ai ni Kite (突然ですが、今日会いに来て, 2018, 1 Band)
- Mō Ichido Kare to (もいちど彼と, 2020, 3 Bände)
- Fumin Fukyū de Yume to ka Koi to ka (不眠不休で夢とか恋とか, 2021, 2 Bände)
- Kekkon Shimashō, Koi Suru Mae ni (結婚しましょう、恋する前に, seit 2022, 4 Bände)